# Saison 2012 de Super Rugby
Navigation
Super 15 2011 Super 15 2013
La saison 2012 de Super 15 est la deuxième édition de la compétition. Elle est disputée par quinze franchises, cinq d'Australie, cinq d'Afrique du Sud et cinq de Nouvelle-Zélande.
La compétition débute le 24 février 2012 et se termine par une finale disputée le 4 août 2012. Le Super 15 se déroule en deux phases. La première consiste en une phase de championnat où les équipes sont réparties en trois conférences selon leur pays. Chacune des franchises rencontre toutes les autres équipes de sa conférence en matchs aller-retour. En outre, elle rencontre une fois huit des dix franchises qui composent les deux autres conférences. Elle reçoit quatre fois et se déplace également quatre fois. À la fin de cette première phase, les deux meilleurs leaders des trois conférences sont directement qualifiés pour la seconde phase à élimination directe. Le troisième leader ainsi que les trois autres meilleures franchises sont qualifiés pour les matchs de barrages. Les vainqueurs de ces matchs se rencontrent en demi-finale, les deux franchises directement qualifiées et les vainqueurs s'affrontent en finale.
La compétition est remportée par Chiefs qui battent largement les Sharks 37 à 6 dans une finale inédite. C'est le premier titre de la franchise néo-zélandaise et c'est la quatrième défaite en autant de finales pour l'équipe de Durban.

## Franchises participantes
La compétition oppose quinze franchises issues d'Afrique du Sud, d'Australie et de Nouvelle-Zélande. Chaque franchise représente une aire géographique.
| Nom              | Pays             | Ville        | Stade                   | Entraîneur       |
| ---------------- | ---------------- | ------------ | ----------------------- | ---------------- |
| Blues            | Nouvelle-Zélande | Auckland     | Eden Park               | Pat Lam          |
| Brumbies         | Australie        | Canberra     | Canberra Stadium        | Jake White       |
| Bulls            | Afrique du Sud   | Pretoria     | Loftus Versfeld         | Frans Ludeke     |
| Cheetahs         | Afrique du Sud   | Bloemfontein | Free State Stadium      | Naka Drotske     |
| Chiefs           | Nouvelle-Zélande | Hamilton     | Waikato Stadium         | Dave Rennie      |
| Crusaders        | Nouvelle-Zélande | Christchurch | Rugby League Park       | Todd Blackadder  |
| Highlanders      | Nouvelle-Zélande | Dunedin      | Forsyth Barr Stadium    | Jamie Joseph     |
| Hurricanes       | Nouvelle-Zélande | Wellington   | Westpac Stadium         | Mark Hammett     |
| Lions            | Afrique du Sud   | Johannesburg | Ellis Park Stadium      | John Mitchell    |
| Melbourne Rebels | Australie        | Melbourne    | AAMI Park               | Damien Hill      |
| Queensland Reds  | Australie        | Brisbane     | Suncorp Stadium         | Ewen McKenzie    |
| Sharks           | Afrique du Sud   | Durban       | Kings Park Stadium      | John Plumtree    |
| Stormers         | Afrique du Sud   | Cape Town    | Newlands Stadium        | Allister Coetzee |
| Waratahs         | Australie        | Sydney       | Sydney Football Stadium | Michael Foley    |
| Western Force    | Australie        | Perth        | Perth Oval              | Richard Graham   |

## Résumé des résultats

### Classements de la phase régulière
| Rang | Franchise           | J  | V  | N | D  | Bo | Bd | Pm  | Pe  | Diff | Pts |
| ---- | ------------------- | -- | -- | - | -- | -- | -- | --- | --- | ---- | --- |
| 1    | Queensland Reds (T) | 16 | 11 | 0 | 5  | 4  | 2  | 359 | 347 | +12  | 58  |
| 2    | Brumbies            | 16 | 10 | 0 | 6  | 5  | 5  | 404 | 331 | +73  | 58  |
| 3    | Waratahs            | 16 | 4  | 0 | 12 | 3  | 8  | 346 | 407 | -61  | 35  |
| 4    | Melbourne Rebels    | 16 | 4  | 0 | 12 | 3  | 5  | 362 | 520 | -158 | 32  |
| 5    | Western Force       | 16 | 3  | 0 | 13 | 2  | 5  | 306 | 440 | -134 | 27  |

| Rang | Franchise   | J  | V  | N | D  | Bo | Bd | Pm  | Pe  | Diff | Pts |
| ---- | ----------- | -- | -- | - | -- | -- | -- | --- | --- | ---- | --- |
| 1    | Chiefs      | 16 | 12 | 0 | 4  | 5  | 3  | 444 | 358 | +86  | 64  |
| 2    | Crusaders   | 16 | 11 | 0 | 5  | 5  | 4  | 485 | 343 | +142 | 61  |
| 3    | Hurricanes  | 16 | 10 | 0 | 6  | 8  | 1  | 489 | 429 | +60  | 57  |
| 4    | Highlanders | 16 | 9  | 0 | 7  | 2  | 4  | 359 | 385 | -26  | 50  |
| 5    | Blues       | 16 | 4  | 0 | 12 | 2  | 6  | 359 | 430 | -71  | 32  |

| Rang | Franchise | J  | V  | N | D  | Bo | Bd | Pm  | Pe  | Diff | Pts |
| ---- | --------- | -- | -- | - | -- | -- | -- | --- | --- | ---- | --- |
| 1    | Stormers  | 16 | 14 | 0 | 2  | 0  | 2  | 350 | 254 | +96  | 66  |
| 2    | Bulls     | 16 | 10 | 0 | 6  | 6  | 5  | 472 | 369 | +103 | 59  |
| 3    | Sharks    | 16 | 10 | 0 | 6  | 7  | 4  | 436 | 348 | +88  | 59  |
| 4    | Cheetahs  | 16 | 5  | 0 | 11 | 3  | 7  | 391 | 458 | -67  | 38  |
| 5    | Lions     | 16 | 3  | 0 | 13 | 2  | 3  | 317 | 460 | -143 | 25  |

|  | Qualifiés directement pour les demi-finales (les deux meilleurs leaders parmi les trois conférences).  |
|  | Qualifié pour les matchs de barrages (leader de la troisième conférence).                              |
|  | Qualifiés pour les matchs de barrage (les 3 franchises les mieux classées hors leaders de conférence). |
|  | T : Tenant du titre 2011                                                                               |

Attribution des points : victoire : 4, match nul : 2, défaite : 0 ; plus les bonus (offensif : 4 essais marqués ; défensif : défaite par 7 points d'écart maximum). De plus, chaque équipe reçoit 4 points à chaque journée non disputée (bye).
Règles de classement : 1. nombre de victoires ; 2. différence de points ; 3. nombre d'essais marqués ; 4. différence d'essais ; 5. tirage au sort (seulement pour les places qualificatives en phase finale).

### Phase finale
À la fin de cette première phase, les deux meilleurs leaders des conférences sont directement qualifiés pour la seconde phase à élimination directe. Le troisième leader ainsi que les trois franchises les mieux classées au général sont qualifiées pour les matchs de barrage. Les vainqueurs de ces matchs rencontrent en demi-finale les deux franchises directement qualifiées. À noter que le premier reçoit l'équipe la plus faible issue des barrages (la quatrième si la troisième gagne son match ou la sixième, si elle s'impose sur le terrain de l'équipe ayant finie troisième), le second recevant l'équipe restante. La finale se déroule sur le terrain de l'équipe la mieux classée de la première phase.
|  | Barrage                                               | Barrage                                         |                                                 |                                                 | Demi-finales                                   | Demi-finales                                   |  |  | Finale                                      | Finale                                      |
|  | Barrage                                               | Barrage                                         |                                                 |                                                 | Demi-finales                                   | Demi-finales                                   |  |  | Finale                                      | Finale                                      |
|  |                                                       |                                                 |                                                 |                                                 |                                                |                                                |  |  |                                             |                                             |
|  | le 21 juillet 2012 au Suncorp Stadium, Brisbane       | le 21 juillet 2012 au Suncorp Stadium, Brisbane |                                                 |                                                 | le 28 juillet 2012 au Newlands Stadium, Le Cap | le 28 juillet 2012 au Newlands Stadium, Le Cap |  |  | le 4 août 2012 au Waikato Stadium, Hamilton | le 4 août 2012 au Waikato Stadium, Hamilton |
|  | le 21 juillet 2012 au Suncorp Stadium, Brisbane       | le 21 juillet 2012 au Suncorp Stadium, Brisbane |                                                 |                                                 | le 28 juillet 2012 au Newlands Stadium, Le Cap | le 28 juillet 2012 au Newlands Stadium, Le Cap |  |  | le 4 août 2012 au Waikato Stadium, Hamilton | le 4 août 2012 au Waikato Stadium, Hamilton |
|  | le 21 juillet 2012 au Suncorp Stadium, Brisbane       | le 21 juillet 2012 au Suncorp Stadium, Brisbane | [1] Stormers                                    | 19                                              |                                                |                                                |  |  | le 4 août 2012 au Waikato Stadium, Hamilton | le 4 août 2012 au Waikato Stadium, Hamilton |
|  | [3] Reds                                              | 17                                              | [1] Stormers                                    | 19                                              |                                                |                                                |  |  | le 4 août 2012 au Waikato Stadium, Hamilton | le 4 août 2012 au Waikato Stadium, Hamilton |
|  | [3] Reds                                              | 17                                              | [6] Sharks                                      | 26                                              |                                                |                                                |  |  | le 4 août 2012 au Waikato Stadium, Hamilton | le 4 août 2012 au Waikato Stadium, Hamilton |
|  | [6] Sharks                                            | 30                                              | [6] Sharks                                      | 26                                              |                                                |                                                |  |  | le 4 août 2012 au Waikato Stadium, Hamilton | le 4 août 2012 au Waikato Stadium, Hamilton |
|  | [6] Sharks                                            | 30                                              | le 27 juillet 2012 au Waikato Stadium, Hamilton | le 27 juillet 2012 au Waikato Stadium, Hamilton | [6] Sharks                                     | 6                                              |  |  |                                             |                                             |
|  | le 21 juillet 2012 au Rugby League Park, Christchurch |                                                 | le 27 juillet 2012 au Waikato Stadium, Hamilton | le 27 juillet 2012 au Waikato Stadium, Hamilton | [6] Sharks                                     | 6                                              |  |  |                                             |                                             |
|  |                                                       | [2] Chiefs                                      | le 27 juillet 2012 au Waikato Stadium, Hamilton | le 27 juillet 2012 au Waikato Stadium, Hamilton | 37                                             |                                                |  |  |                                             |                                             |
|  | [4] Crusaders                                         | [2] Chiefs                                      | le 27 juillet 2012 au Waikato Stadium, Hamilton | le 27 juillet 2012 au Waikato Stadium, Hamilton | 37                                             | 28                                             |  |  |                                             |                                             |
|  | [4] Crusaders                                         | [4] Crusaders                                   | 17                                              |                                                 |                                                | 28                                             |  |  |                                             |                                             |
|  | [5] Bulls                                             | [4] Crusaders                                   | 17                                              | 13                                              |                                                |                                                |  |  |                                             |                                             |
|  | [5] Bulls                                             | [2] Chiefs                                      | 20                                              | 13                                              |                                                |                                                |  |  |                                             |                                             |
|  |                                                       | [2] Chiefs                                      | 20                                              |                                                 |                                                |                                                |  |  |                                             |                                             |

## Résultats détaillés

### Phase régulière

#### Tableau synthétique
L'équipe qui reçoit est indiquée dans la colonne de gauche.
| Clubs         | BLU   | BRU   | BUL   | CHE   | CHI   | CRU   | HIG   | HUR   | LIO   | REB   | RED   | SHA   | STO   | WAR   | WES   |
| ------------- | ----- | ----- | ----- | ----- | ----- | ----- | ----- | ----- | ----- | ----- | ----- | ----- | ----- | ----- | ----- |
| Blues         |       |       |       |       | 34-41 | 18-19 | 25-26 | 20-27 | 25-3  |       | 11-23 | 23-29 |       |       | 32-9  |
| Brumbies      | 16-30 |       |       | 24-23 |       |       | 33-26 |       |       | 37-6  | 12-13 | 26-29 |       | 23-6  | 19-17 |
| Bulls         | 23-29 | 36-34 |       | 40-24 |       | 32-30 |       |       | 37-20 |       | 61-8  | 18-13 | 14-19 |       |       |
| Cheetahs      |       |       | 19-51 |       | 33-39 |       | 33-36 |       | 26-5  |       |       | 20-34 | 6-13  | 35-34 | 17-13 |
| Chiefs        | 29-14 | 29-22 | 28-22 |       |       | 21-28 | 19-23 | 33-14 | 34-21 |       |       |       |       | 30-13 |       |
| Crusaders     | 59-12 |       |       | 28-21 | 19-24 |       | 51-19 | 22-23 |       |       | 15-11 |       | 31-24 |       | 38-24 |
| Highlanders   | 30-27 |       | 16-11 |       | 21-27 | 27-24 |       | 20-26 |       | 43-12 |       |       | 6-21  | 18-17 |       |
| Hurricanes    | 35-19 | 25-37 |       | 38-47 | 28-25 | 14-42 | 17-19 |       |       | 66-24 |       | 42-18 |       |       |       |
| Lions         |       | 20-34 | 18-32 | 27-25 |       | 13-23 |       | 28-30 |       | 37-32 |       | 38-28 | 19-24 |       |       |
| Rebels        | 34-23 | 19-27 | 35-41 | 26-33 |       | 28-19 |       |       |       |       | 17-32 |       |       | 19-35 | 30-29 |
| Reds          |       | 20-13 |       |       | 42-27 |       | 19-13 |       | 34-20 | 11-6  |       |       | 13-23 | 32-16 | 35-20 |
| Sharks        |       |       | 32-10 | 34-15 | 12-18 |       | 28-16 |       | 32-20 |       | 27-22 |       | 25-20 |       | 53-11 |
| Stormers      | 27-17 |       | 20-17 | 16-14 |       |       |       | 39-26 | 27-17 | 26-21 |       | 15-12 |       | 19-13 |       |
| Waratahs      |       | 15-19 | 24-27 |       |       | 33-37 |       | 12-33 |       | 30-21 | 21-25 | 34-30 |       |       | 20-21 |
| Western Force |       | 17-28 |       |       | 12-20 |       |       | 19-46 | 17-11 | 31-32 | 45-19 |       | 3-17  | 18-23 |       |

|  | Victoire à domicile |  | Match nul |  | Défaite à domicile |

#### Détail des résultats
Les points marqués par chaque équipe sont inscrits dans les colonnes centrales (3-4) alors que les essais marqués sont donnés dans les colonnes latérales (1-6). Les points de bonus sont symbolisés par une bordure bleue pour les bonus offensifs (quatre essais inscrits), orange pour les bonus défensifs (défaite avec au plus sept points d'écart), rouge si les deux bonus sont cumulés.

### Phase finale

#### Barrages
| juillet 2012 19 h 35 UTC+12 | Crusaders | 28 – 13 (16 – 3) | Bulls                                                               | Rugby League Park, Christchurch 16 000 spectateurs Arbitre : Jaco Peyper |
| juillet 2012 19 h 35 UTC+12 | Essai(s) : Guildford (25e) Transformation(s) : Carter (26e) Pénalité(s) : Carter 6 (6e, 11e, 47e, 52e, 70e, 80e) Drop(s) : Carter (33e) |                  | Essai(s) : Potgieter (62e), Olivier (76e) Pénalité(s) : Steyn (37e) | Rugby League Park, Christchurch 16 000 spectateurs Arbitre : Jaco Peyper |
| juillet 2012 19 h 35 UTC+12 | |                  |                                                                     | Rugby League Park, Christchurch 16 000 spectateurs Arbitre : Jaco Peyper |

| juillet 2012 19 h 40 UTC+10 | Reds | 17 – 30 (10 – 20) | Sharks | Suncorp Stadium, Brisbane 36 571 spectateurs Arbitre : Jonathan Kaplan |
| juillet 2012 19 h 40 UTC+10 | Essai(s) : Genia (37e), Samo (80e) Transformation(s) : Harris (38e), Genia (80e) Pénalité(s) : Harris (27e) |                   | Essai(s) : Pietersen (11e), Jordaan (22e), McLeod (43e) Transformation(s) : Michalak 3 (12e, 23e, 43e) Pénalité(s) : Michalak 2 (9e, 77e) Drop(s) : Michalak (29e) | Suncorp Stadium, Brisbane 36 571 spectateurs Arbitre : Jonathan Kaplan |
| juillet 2012 19 h 40 UTC+10 | |                   | | Suncorp Stadium, Brisbane 36 571 spectateurs Arbitre : Jonathan Kaplan |

#### Demi-finales
| juillet 2012 19 h 35 UTC+12 | Chiefs | 20 – 17 (17 – 11) | Crusaders                                                           | Waikato Stadium, Hamilton 25 100 spectateurs Arbitre : Craig Joubert |
| juillet 2012 19 h 35 UTC+12 | Essai(s) : Taumalolo (25e), Messam (33e) Transformation(s) : Cruden 2 (25e, 33e) Pénalité(s) : Cruden 2 (2e, 49e) |                   | Essai(s) : Crotty (40e) Pénalité(s) : Carter 4 (14e, 31e, 44e, 61e) | Waikato Stadium, Hamilton 25 100 spectateurs Arbitre : Craig Joubert |
| juillet 2012 19 h 35 UTC+12 | |                   |                                                                     | Waikato Stadium, Hamilton 25 100 spectateurs Arbitre : Craig Joubert |

| juillet 2012 17 h 05 UTC+2 | Stormers                                                                                         | 19 – 26 (6 – 13) | Sharks | Newlands Stadium, Le Cap 48 000 spectateurs Arbitre : Steve Walsh |
| juillet 2012 17 h 05 UTC+2 | Essai(s) : Aplon (66e) Transformation(s) : Grant (67e) Pénalité(s) : Grant 4 (6e, 39e, 56e, 72e) |                  | Essai(s) : Ludik (34e), Pietersen (58e) Transformation(s) : Michalak 2 (35e, 59e) Pénalité(s) : Michalak 2 (12e, 44e) Drop(s) : Michalak 2 (18e, 75e) | Newlands Stadium, Le Cap 48 000 spectateurs Arbitre : Steve Walsh |
| juillet 2012 17 h 05 UTC+2 |                                                                                                  |                  | | Newlands Stadium, Le Cap 48 000 spectateurs Arbitre : Steve Walsh |

#### Finale
(mt : 13 - 3)
Points marqués
- Chiefs : 4 essais de Nanai-Williams (19e), Thompson (46e), Masaga (61e) et Williams (77e), 4 transformations de Cruden (20e, 47e, 62e, 78e), 3 pénalités de Cruden (25e, 34e, 72e).
- Sharks :2 pénalités de Michalak (6e, 52e).

Évolution du score : 0-3, 5-3, 7-3, 10-3, 13-3, 18-3, 20-3, 20-6, 25-6, 27-6, 30-6, 35-6, 37-6
Arbitre :  Steve Walsh
Résumé
| Chiefs Titulaires Robbie Robinson 15 Tim Nanai-Williams 14 Andrew Horrell 13 Sonny Bill Williams 12 Asaeli Tikoirotuma 11 Aaron Cruden 10 Tawera Kerr-Barlow 9 Kane Thompson 8 Tanerau Latimer 7 Liam Messam 6 Brodie Retallick 5 (cap.) Craig Clarke 4 Ben Tameifuna 3 Mahonri Schwalger 2 Sona Taumalolo 1 Remplaçants Hika Elliot 16 Ben Afeaki 17 Michael Fitzgerald 18 Sam Cane 19 Brendon Leonard 20 Jackson Willison 21 Lelia Masaga 22 Entraîneur Dave Rennie |  |  |  | Sharks Titulaires 15 Patrick Lambie 14 Louis Ludik 13 JP Pietersen 12 Paul Jordaan 11 Lwazi Mvovo 10 Frédéric Michalak 9 Charl McLeod 8 Ryan Kankowski 7 Marcell Coetzee 6 Keegan Daniel (cap.) 5 Anton Bresler 4 Willem Alberts 3 Jannie du Plessis 2 Bismarck du Plessis 1 Tendai Mtawarira Remplaçants 16 Craig Burden 17 Wiehahn Herbst 18 Steven Sykes 19 Jacques Botes 20 Jean Deysel 21 Meyer Bosman 22 Riaan Viljoen Entraîneur John Plumtree |